# Liste der Kulturdenkmale in Rohr (Thüringen)
Die Liste der Kulturdenkmale in Rohr (Thüringen) umfasst die als Ensembles, Straßenzüge und Einzeldenkmale erfassten Kulturdenkmale in der thüringischen Gemeinde Rohr und der dazugehörigen Siedlung Kloster Rohr  im Landkreis Schmalkalden-Meiningen mit dem Stand vom 24. Februar 2025.
Die Angaben in der Liste ersetzen nicht die rechtsverbindliche Auskunft der zuständigen Denkmalschutzbehörde.

## Legende
- Bild: zeigt ein Bild des Kulturdenkmals und gegebenenfalls einen Link zu weiteren Fotos des Kulturdenkmals im Medienarchiv Wikimedia Commons
- Bezeichnung: Name, Bezeichnung oder die Art des Kulturdenkmals
- Lage: Wenn vorhanden Straßenname und Hausnummer des Kulturdenkmals; Grundsortierung der Liste erfolgt nach dieser Adresse. Der Link Karte führt zu verschiedenen Kartendarstellungen und nennt die Koordinaten des Kulturdenkmals.
 Kartenansicht, um Koordinaten zu setzen – in dieser Kartenansicht sind Kulturdenkmale ohne Koordinaten mit einem roten bzw. orangen Marker dargestellt und können in der Karte gesetzt werden. Kulturdenkmale ohne Bild sind mit einem blauen bzw. roten Marker gekennzeichnet, Kulturdenkmale mit Bild mit einem grünen bzw. orangen Marker.
- Datierung: gibt das Jahr der Fertigstellung beziehungsweise das Datum der Erstnennung oder den Zeitraum der Errichtung an
- Beschreibung: bauliche und geschichtliche Einzelheiten des Kulturdenkmals, vorzugsweise die Denkmaleigenschaften
- ID: Die ID identifiziert das Kulturdenkmal eindeutig. In Thüringen sind aktuell keine IDs veröffentlicht. In der ID-Spalte kann sich auch folgendes Icon  befinden, dies führt zu Angaben zu diesem Kulturdenkmal bei Wikidata.

## Ensembles
| Bild                           | Bezeichnung                                      | Lage | Datierung | Beschreibung | ID |
| ------------------------------ | ------------------------------------------------ | --- | --------- | ------------ | -- |
| weitere Bilder Fotos hochladen | Bauliche Gesamtanlage Historischer Ortskern Rohr | Rohr, Bahnhofstraße 1, 2, 4; Brauhügel 2, 3, 4; Ellingshäuser Straße 2, 3, 7; Hauptstraße 1, 2, 3, 4, 5, 6, 7, 9, 10, 11, 12; Hintere Gasse 2, 4, 8, 9, 11, 12, 14; Kühndorfer Straße 1, 3, 4, 6; Linde 1-5; Meininger Straße 1, 3, 4, 5, 7, 9, 10, 11, 13, 15, 17, 18; Schenkberg 3, 4, 8; Schwarzaer Straße 2; Unterdorf 1, 2, 3, 4, 5, 6, 7, 8, 10; Untere Gasse 3, 4, 9, 13, 14, 15, 17, 19, 21; Ziegenplan 1, 4, 5, 8, 9, 10, 12, 14 (Karte) |           |              |    |

## Einzeldenkmale
| Bild                                    | Bezeichnung                                            | Lage                                                                                 | Datierung | Beschreibung | ID |
| --------------------------------------- | ------------------------------------------------------ | ------------------------------------------------------------------------------------ | --------- | --- | -- |
| Fotos hochladen                         | Bahnhof                                                | Rohr, Am Bahnhof 1, 2 (Karte)                                                        |           | |    |
| BW                                      | Wegweiserstein                                         | Rohr, Bahnhofstraße o. Nr. (Karte)                                                   |           | |    |
| BW                                      | Gehöft                                                 | Rohr, Bahnhofstraße 1 (Karte)                                                        |           | |    |
| BW                                      | Gehöft                                                 | Rohr, Bahnhofstraße 4 (Karte)                                                        |           | |    |
| BW                                      | Gehöft                                                 | Rohr, Ellingshäuser Straße 2 (Karte)                                                 |           | |    |
| BW                                      | Wohnhaus                                               | Rohr, Hauptstraße 1 (Karte)                                                          |           | |    |
| BW                                      | Gehöft                                                 | Rohr, Hauptstraße 3 (Karte)                                                          |           | |    |
| weitere Bilder Fotos hochladen          | Gehöft                                                 | Rohr, Hauptstraße 4 (Karte)                                                          |           | |    |
| Fotos hochladen                         | Gasthaus Zum Goldenen Hirsch                           | Rohr, Hauptstraße 5 (Karte)                                                          |           | |    |
| Fotos hochladen                         | Nebengelass                                            | Rohr, Hauptstraße 5 (Karte)                                                          |           | |    |
| Fotos hochladen                         | Gehöft                                                 | Rohr, Hauptstraße 6 (Karte)                                                          |           | |    |
| Fotos hochladen                         | Gehöft                                                 | Rohr, Hauptstraße 7 (Karte)                                                          |           | |    |
| Direkt Bild zu diesem Denkmal hochladen | Brunnenstube                                           | Rohr, Hintere Gasse                                                                  |           | |    |
| Fotos hochladen                         | Wohnhaus                                               | Rohr, Hintere Gasse 9 (Karte)                                                        |           | |    |
| BW                                      | Scheune                                                | Rohr, Hintere Gasse 9 (Karte)                                                        |           | |    |
| BW                                      | Wohnhaus                                               | Rohr, Hintere Gasse 12 (Karte)                                                       |           | |    |
| BW                                      | Scheune                                                | Rohr, Hintere Gasse 12 (Karte)                                                       |           | |    |
| weitere Bilder Fotos hochladen          | Ehemaliges Benediktinerinnenkloster: Klosterkirche     | Rohr, Kloster 1 (Karte)                                                              |           | |    |
| BW                                      | Ehemaliges Benediktinerinnenkloster: Einfriedungsmauer | Rohr, Kloster 1 (Karte)                                                              |           | |    |
| BW                                      | Ehemaliges Benediktinerinnenkloster: Gutshaus          | Rohr, Kloster 1 (Karte)                                                              |           | |    |
| BW                                      | Ehemaliges Benediktinerinnenkloster: Schweizerhaus     | Rohr, Kloster 1 (Karte)                                                              |           | |    |
| BW                                      | Ehemaliges Benediktinerinnenkloster: Nebengelasse      | Rohr, Kloster 1 (Karte)                                                              |           | |    |
| Fotos hochladen                         | Gehöft                                                 | Rohr, Kühndorfer Straße 1 (Karte)                                                    |           | |    |
| weitere Bilder Fotos hochladen          | Gehöft                                                 | Rohr, Kühndorfer Straße 6 (Karte)                                                    |           | |    |
| Fotos hochladen                         | Feuerwehrgerätehaus                                    | Rohr, Linde (Karte)                                                                  |           | |    |
| Fotos hochladen                         | Brunnentränke                                          | Rohr, Linde, Flur 3, Flurstück 129 (Karte)                                           |           | |    |
| weitere Bilder Fotos hochladen          | Evangelische Kirche St. Michael                        | Linde o. Nr. (Karte)                                                                 |           | Saalkirche mit Querhaus und Krypta |    |
| BW                                      | Ringmauer                                              | Rohr, Linde o. Nr. (Karte)                                                           |           | |    |
| BW                                      | Torturm                                                | Rohr, Linde o. Nr. (Karte)                                                           |           | |    |
| Fotos hochladen                         | Gasthaus Lindenblüte                                   | Rohr, Linde 1 (Karte)                                                                |           | |    |
| Fotos hochladen                         | Pfarrhof                                               | Rohr, Linde 2 (Karte)                                                                |           | |    |
| weitere Bilder Fotos hochladen          | Wohnhaus                                               | Rohr, Linde 3 (Karte)                                                                |           | |    |
| weitere Bilder Fotos hochladen          | Alte Schule                                            | Rohr, Linde 4 (Karte)                                                                |           | |    |
| weitere Bilder Fotos hochladen          | Wohnhaus                                               | Rohr, Linde 5 (Karte)                                                                |           | |    |
| Fotos hochladen                         | Platz mit Stützmauer und Linde                         | Rohr, Lindenplatz o. Nr. (Karte)                                                     |           | |    |
| Fotos hochladen                         | Brunnentränke                                          | Rohr, Meininger Straße, Flur 3, Flurstück 128                                        |           | |    |
| BW                                      | Gehöft                                                 | Rohr, Meininger Straße 10 (Karte)                                                    |           | |    |
| BW                                      | Wohnhaus                                               | Rohr, Meininger Straße 17 (Karte)                                                    |           | mit Ausstattung |    |
| BW                                      | Nebengebäude                                           | Rohr, Meininger Straße 17 (Karte)                                                    |           | |    |
| BW                                      | Garten                                                 | Rohr, Meininger Straße 17 (Karte)                                                    |           | |    |
| BW                                      | Ehemalige Neue Schule                                  | Rohr, Meininger Straße 24 (Karte)                                                    |           | |    |
| BW                                      | Wohnhaus                                               | Rohr, Schenkberg 3 (Karte)                                                           |           | |    |
| BW                                      | Wohnhaus                                               | Rohr, Schenkberg 8 (Karte)                                                           |           | |    |
| BW                                      | Hospital                                               | Rohr, Schwarzaer Straße 20 (Karte)                                                   |           | |    |
| BW                                      | Wohnhaus                                               | Rohr, Unterdorf 1 (Karte)                                                            |           | |    |
| BW                                      | Nebengelass                                            | Rohr, Unterdorf 1 (Karte)                                                            |           | |    |
| BW                                      | Einfriedung                                            | Rohr, Unterdorf 1 (Karte)                                                            |           | |    |
| BW                                      | Wohnhaus                                               | Rohr, Unterdorf 2 (Karte)                                                            |           | |    |
| BW                                      | Scheune                                                | Rohr, Unterdorf 2 (Karte)                                                            |           | |    |
| Fotos hochladen                         | Torbau                                                 | Rohr, Unterdorf 6 (Karte)                                                            |           | |    |
| BW                                      | Wirtschaftsgebäude                                     | Rohr, Unterdorf 6 (Karte)                                                            |           | |    |
| Fotos hochladen                         | Gehöft                                                 | Rohr, Unterdorf 7 (Karte)                                                            |           | |    |
| BW                                      | Wohnhaus                                               | Rohr, Unterdorf 8 (Karte)                                                            |           | |    |
| BW                                      | Scheune                                                | Rohr, Unterdorf 8 (Karte)                                                            |           | |    |
| Fotos hochladen                         | Wohnhaus                                               | Rohr, Unterdorf 10 (Karte)                                                           |           | |    |
| BW                                      | Gehöft                                                 | Rohr, Untere Gasse 4 (Karte)                                                         |           | |    |
| BW                                      | Gehöft                                                 | Rohr, Untere Gasse 13-15 (Karte)                                                     |           | |    |
| BW                                      | Wohnhaus                                               | Rohr, Untere Gasse 17 (Karte)                                                        |           | |    |
| BW                                      | Wohnhaus                                               | Rohr, Untere Gasse 21 (Karte)                                                        |           | |    |
| BW                                      | Scheune                                                | Rohr, Untere Gasse 21 (Karte)                                                        |           | |    |
| BW                                      | Dorfplatz mit Umfassungsmauer und Linde                | Rohr, Ziegenplan o. Nr. (Karte)                                                      |           | |    |
| Fotos hochladen                         | Gehöft                                                 | Rohr, Ziegenplan 4 (Karte)                                                           |           | |    |
| Fotos hochladen                         | Wohnhaus                                               | Rohr, Ziegenplan 9 (Karte)                                                           |           | |    |
| Fotos hochladen                         | Wohnhaus                                               | Rohr, Ziegenplan 12 (Karte)                                                          |           | |    |
| Fotos hochladen                         | Scheune                                                | Rohr, Ziegenplan 12 (Karte)                                                          |           | |    |
| BW                                      | Brücke                                                 | Rohr, ca. 400 Meter südlich der Siedlung Kloster Rohr, Flur 14, Flurstück 49 (Karte) |           | Die Steinbogenbrücke (Haselbrücke) überspannt das Flüsschen Hasel (Nebenfluss der Werra) in der Nähe des Ortsteils Kloster. Die Brücke soll mit ca. 500 Jahren eine der ältesten Steinbogenbrücken im Landkreis Schmalkalden-Meiningen sein. |    |